# Nova Geminorum 1912
DN geminorum o Nova Geminorum 1912 fue el nombre que los astrónomos dieron a una nova aparecida en la constelación de Géminis en el año 1912. La nova alcanzó un brillo máximo de magnitud 3,5. Este brillo decreció en 36 días en magnitud 3. Actualmente tiene un brillo de magnitud 14.

## Coordenadas
- Ascensión recta: 06h 54m 54s.62
- Declinación: +32° 08' 27".0

- Datos: Q1776455